# Heure au Mexique
|  | Hiver     | Fuseau mexicain | Équivalents aux USA |
|  | UTC−05:00 | Zona Sureste    | Est                 |
|  | UTC−06:00 | Zona Centro     | Centre              |
|  | UTC−07:00 | Zona Pacífico   | Rocheuses           |
|  | UTC−08:00 | Zona Noroeste   | Pacifique           |

 (août 2017).
Le contenu est difficilement compréhensible vu les erreurs de traduction, qui sont peut-être dues à l'utilisation d'un logiciel de traduction automatique.
|  | Hiver     | Fuseau mexicain | Équivalents aux USA |
|  | UTC−05:00 | Zona Sureste    | Est                 |
|  | UTC−06:00 | Zona Centro     | Centre              |
|  | UTC−07:00 | Zona Pacífico   | Rocheuses           |
|  | UTC−08:00 | Zona Noroeste   | Pacifique           |

Pour l'heure au Mexique, le pays utilise quatre fuseaux horaires depuis le mois de février 2015 :
1. Zona Sureste (Zone sud-est) couvrant l'État du Quintana Roo (équivalent à l'heure de l'est du Canada et des États-Unis).
2. Zona Centro (Zone Centrale) couvrant les trois-quarts est du Mexique, y compris Mexico, Guadalajara et Monterrey (équivalent à l'heure du centre du Canada et des États-Unis).
3. Zona Pacífico (Zone Pacifique) couvrant les États de Basse-Californie du Sud, Chihuahua, Nayarit, Sinaloa et Sonora (équivalent à l'heure des Rocheuses du Canada et des États-Unis).
4. Zona Noroeste (Zone nord-ouest) couvrant l'État de Basse-Californie, y compris Tijuana (équivalent à l'heure du Pacifique du Canada et des États-Unis).

En outre, la loi exige que tous les territoires insulaires doivent se situer dans le fuseau horaire correspondant à leur situation géographique.

## Histoire
L'heure a d'abord été définie au Mexique en 1921, lorsque le Président Álvaro Obregón a instauré deux fuseaux horaires. Un fuseau désigné par 90° W couvrait les États de Tabasco, Chiapas, Campeche, Yucatan et Quintana Roo. Un second fuseau désigné pour 105° W couvrait le reste du pays, de la Basse-Californie à Veracruz et Oaxaca.
En 1930, trois zones ont été décrétées : Hora del Oeste (120° W) pour l'État de Basse-Californie ; Hora del Golfo (90° W) couvrant les États de Tamaulipas, Veracruz, Oaxaca, Tabasco, Chiapas, Campeche, Yucatan et Quintana Roo ; et Hora del Centro (105° W) pour le reste du pays.
Il a été décrété en 1942 que la Hora del Noroeste (105° W) devrait couvrir uniquement les États de Basse-Californie du Sud, Sonora, Sinaloa et Nayarit ; tandis que la Hora del Centro (90° W) était utilisée pour le reste du pays.
Le fuseau horaire Hora del Sureste (75° W) a été créé pour des raisons touristiques en 1981, couvrant à l'origine les États de Campeche, Yucatan et Quintana Roo. Les trois États revinrent un an plus tard à Hora del Centro (90° W) ; Quintana Roo, cependant, est retourné à Hora del Sureste (75° W) d'octobre 1997 à août 1998, puis à nouveau depuis février 2015.
Le 26 octobre 2022, le Sénat mexicain a annoncé la suppression de l'heure d'été au Mexique dès 2023. La loi exclut les régions situées à la frontière avec les États-Unis. Ces régions continueront à utiliser l'heure d'été comme les États-Unis.

## Heure d'été
L'heure d'été fut observée pour la première fois en 1931, mais seulement pour l'État de Basse-Californie. Il a utilisé Hora del Centro, du 1er avril au 30 septembre, et Hora del Oeste le reste de l'année. Jusqu'en 1996, la Basse-Californie est le seul État mexicain observant officiellement l'heure d'été chaque année, coïncidant avec l'heure d'été américaine à San Diego, en Californie. En outre, les États de Durango, Coahuila, Nuevo León et Tamaulipas observèrent officieusement l'heure d'été en 1988, à titre expérimental, du premier dimanche d'avril au dernier dimanche d'octobre. Ces États abandonnèrent l'heure d'été l'année suivante et ce jusqu'à l'adoption à l'échelle nationale.
L'heure d'été a été observée à l'échelle nationale au Mexique à partir de 1996. Pour les municipalités situées à moins de 20 km de la frontière des États-Unis, telles que Ciudad Juarez, et l'ensemble de l'État de Basse-Californie, il coïncide avec la plus longue période de l'heure d'été adopté depuis 2007 aux États-Unis. Mais dans le reste du pays, l'heure d'été était observée entre 2 heures du matin le premier dimanche d'avril jusqu'à 2 heures du matin le dernier dimanche d'octobre. Les États de Quintana Roo et Sonora n'observaient pas l'heure d'été.
Comme les États-Unis commencent l'heure d'été le deuxième dimanche de mars et la terminent le premier dimanche de novembre, les fuseaux mexicains étaient désynchronisés des fuseaux américains et canadiens pour deux périodes chaque année. La première durait trois ou quatre semaines, du deuxième dimanche de mars au premier dimanche d'avril. La seconde était la semaine entre le dernier dimanche d'octobre et le premier dimanche de novembre. Au cours de ces périodes, les horloges de Mexico correspondaient à celles de Denver plutôt qu'à celles de Chicago. La Bourse Mexicaine changeait son heure au cours de ces périodes afin de maintenir la synchronisation avec les marchés des États-Unis. À l'inverse, les horaires de télévision n'étaient pas modifiées pour ces situations. Ainsi, les programmes télévisés mexicains diffusés aux États-Unis avaient leur programmation diffusée une heure en avance ou en retard durant ces périodes.
En 1998, l'État de Chihuahua est passé du fuseau Zona Centro au fuseau Zona Pacífico. C'est probablement parce que Ciudad Juárez est directement frontalier d'El Paso, Texas, qui est dans ce même fuseau. En 2001, le Mexique a expérimenté une plus courte période d'heure d'été, du premier dimanche de mai au dernier dimanche de septembre, mais est retourné à une durée de sept mois dès 2002. Lorsque les États-Unis ont allongé leur période d'heure d'été en 2007, le Congrès de l'Union a refusé d'en faire de même. Deux ans plus tard, la population des villes à la frontière nord s'est plainte au sujet de la différence d'heure entre ces villes et leurs homologues américaines ; leurs gouvernements ont demandé l'allongement de l'heure d'été. Pour la deuxième fois, le Congrès a refusé de l'adopter à l'échelle nationale. En conséquence, seules les zones à moins de 20 km de la frontière des États-Unis, ainsi que l'ensemble de la Basse-Californie, ont commencé à observer l'heure d'été en synchronisation avec les États-Unis en 2010, tandis que le reste du pays a conservé les dates de changement d'heure des États-Unis pré-2007. Un nouveau projet de loi a été proposé en septembre 2015 afin d'observer l'heure d'été allongée comme aux États-Unis, en éliminant ainsi la distinction entre villes à la frontière et le reste du Mexique. Le congrès a refusé d'approuver le changement pour la troisième fois en dix ans, en rejetant le projet de loi le 29 juin 2016.
L'heure d'été est observée dans toutes les régions du pays, sauf pour les États de Quintana Roo et Sonora, qui a décidé de rester à l'heure d'hiver à partir de 1999. Cela permet au Sonora de coïncider avec la non-observation de l'heure d'été en Arizona, qui partage sa frontière nord. Les territoires insulaires n'observent pas non plus l'heure d'été.
L'heure d'été est abolie dès 2023, hormis pour les régions situées à la frontière avec les États-Unis.